# Safia barata
Safia barata är en fjärilsart som beskrevs av William Schaus 1901. Safia barata ingår i släktet Safia och familjen nattflyn. Inga underarter finns listade.